# Ministero delle risorse naturali e dell'ecologia (Russia)
Il Ministero delle risorse naturali e dell'ecologia della Federazione Russa (in russo Министерство природных ресурсов и экологии Российской Федерации?, Ministerstvo prirodnych resursov i ėkologii Rossijskoj Federacii) è un dicastero del governo russo deputato alla gestione delle risorse naturali e dell'ambiente.
L'attuale ministro è Aleksandr Kozlov, in carica dal 10 novembre 2020.

## Storia
Il ministero nacque nel 2008 dalla fusione dei pre-esistenti ministeri dell'Ambiente e delle Risorse naturali, istituiti separatamente nel 1996 smembrando il Ministero dell'ecologia e delle risorse naturali dell'Unione Sovietica, risalente al 1988 dopo lo scorporo dal Ministero della geologia.

## Lista dei ministri
- Jurij Trutnev (9 marzo 2004[2] - 21 maggio 2012)
- Sergej Donskoj (21 maggio 2012 - 18 maggio 2018)
- Dmitrij Kobylkin (18 maggio 2018 - 9 novembre 2020)
- Aleksandr Kozlov (dal 10 novembre 2020)